# Lipstick Jungle : Les Reines de Manhattan
Lipstick Jungle : Les Reines de Manhattan (Lipstick Jungle) est une série télévisée américaine en vingt épisodes de 42 minutes, créée par DeAnn Heline et Eileen Heisler et basée sur un livre de Candace Bushnell, diffusée entre le 7 février 2008 et le 9 janvier 2009 sur le réseau NBC, et au Canada sur A-Channel pour la première saison et Citytv pour la deuxième saison.
Au Québec, la série a été diffusée à partir du 14 avril 2009 sur TQS et en France, à partir du 17 juillet 2010 sur TF1 (la première saison sous forme de téléfilm), rediffusée depuis le 13 octobre 2010 sur June, dès le 3 avril 2013 sur HD1 et depuis le 21 novembre 2013 sur E!.

## Synopsis
Cette série suit la vie de trois femmes, amies, accomplies dans le domaine professionnel et qui cherchent toujours à en avoir plus. Nico, Wendy et Victory règnent sur New York ! Nico est rédactrice en chef d'un des plus grands magazines de mode et rêve d'en devenir la présidente. Wendy est une des pontes d'un studio de cinéma. Victory est une créatrice de mode à l'esprit très libéré, espérant un jour trouver l'homme idéal. Les trois amies font face ensemble aux grands défis de la vie, professionnels et personnels. Cependant, du côté personnel, la vie n'est pas toujours rose.

## Distribution

### Acteurs principaux
- Brooke Shields (VF : Rafaele Moutier) : Wendy Healy
- Kim Raver (VF : Juliette Degenne) : Nico Reilly
- Lindsay Price (VF : Julie Turin) : Victory Ford
- Paul Blackthorne (VF : Arnaud Arbessier) : Shane Healy
- Robert Buckley (VF : Axel Kiener) : Kirby Atwood
- Andrew McCarthy (VF : Pierre-François Pistorio) : Joe Bennett

### Acteurs récurrents et invités
- David Norona (en) (VF : Nessym Guétat) : Salvador Rosa (18 épisodes)
- Dylan Clark Marshall (VF : Valentin Cherbuy) : Taylor Healy (16 épisodes)
- Sarah Hyland (VF : Alexia Papineschi) : Maddie Healy (15 épisodes)
- Matt Lauria (VF : Thierry d'Armor) : Roy Merritt (13 épisodes)
- Seth Kirschner (VF : Antoine Schoumsky) : Josh (10 épisodes)
- Marcia DeBonis (VF : Michèle Buzynski) : Ellen (9 épisodes)
- James Lesure (VF : Christophe Peyroux) : Griffin Bell (7 épisodes)
- Adriane Lenox (en) (VF : Frédérique Cantrel) : Marva (7 épisodes)
- David Alan Basche (VF : Alexandre Cross) : Mike Harness (6 épisodes)
- Christopher Cousins (VF : Bernard Lanneau) : Charles Stern (6 épisodes)
- Shannon McGinnis : Megan Albright (6 épisodes)
- Julian Sands (VF : Bernard Alane) : Hector Matrick (chapitres 1 à 4, et 6)
- Uma Incrocci : Nora (chapitres 2 et 3)
- Mary Tyler Moore : Joyce, mère de Wendy[7] (chapitres 8 et 16)
- Rosie Perez (VF : Chantal Baroin) : Dahlia Morales[8] (saison 2, 6 épisodes)
- Carlos Ponce (VF : Emmanuel Gradi) : Rodrigo Vega (chapitres 9 à 11, et 13)
- Vanessa Marcil (VF : Dominique Westberg) : Josie Scotto (chapitres 14, 16 et 18)
Version française
Société de doublage : Imagine[9]
Direction artistique : Catherine Le Lann[9]
Adaptation des dialogues : Laurence Duseyau et Tim Stevens[9]

Source VF : Doublage Séries Database

## Épisodes

### Première saison (2008)
1. Trois Femmes dans la ville (Pilot)
2. Écarts de conduite (Chapter Two : Nothing Sacred)
3. Touche pas à ma réputation ! (Chapter Three : Pink Poison)
4. La Grande Première (Chapter Four : Bombay Highway)
5. Coups de pouce (Chapter Five : Dressed to Kill)
6. Les masques tombent (Chapter Six : Take the High Road)
7. Grains de sable (Chapter Seven : Carpe Threesome)

### Deuxième saison (2008-2009)
Elle a été diffusée à partir du 24 septembre 2008. Après le cinquième épisode, la série est déplacée au vendredi soir.
1. Compteurs à zéro (Chapter Eight : Pandora's Box)
2. Le Goût du risque (Chapter Nine : Help!)
3. Prises de becs (Chapter Ten : Let It Be)
4. La Famille avant tout (Chapter Eleven : The F-Word)
5. La Nuit de tous les dangers (Chapter Twelve : Scary, Scary Night!)
6. Défilé de problèmes (Chapter Thirteen: The Lyin', The Bitch and The Wardrobe)
7. Que la meilleure gagne (Chapter Fourteen: Let the Games Begin)
8. Petit Week-end entre amies (Chapter Fifteen: The Sisterhood of the Traveling Prada)
9. Devine qui ne vient pas dîner ce soir ? (Chapter Sixteen: Thanksgiving)
10. Bye-bye baby (Chapter Seventeen: Bye, Bye Baby!)
11. Mise à nu (Chapter Eighteen: Indecent Exposure)
12. Un pas en avant (Chapter Nineteen: Lovers' Leaps)
13. La Vie en rose (Chapter Twenty: La Vie En Rose)

## Commentaires
- Tout comme Sex and the City, cette série est adaptée à partir du roman de Candace Bushnell.
- TF1 a choisi de diffuser la première saison, de sept épisodes, sous forme de deux téléfilms d'une heure trente, avant de diffuser la série dans son format normal, la matinée en quotidienne.